# Leptobotia curta
Leptobotia curta är en fiskart som först beskrevs av Temminck och Schlegel, 1846.  Leptobotia curta ingår i släktet Leptobotia och familjen nissögefiskar. IUCN kategoriserar arten globalt som otillräckligt studerad. Inga underarter finns listade i Catalogue of Life.